# Pierre Moerlen
Pierre Moerlen (* 23. Oktober 1952 in Colmar; † 3. Mai 2005 in Straßburg) war ein französischer Schlagzeuger und Komponist.

## Leben und Wirken
Die erste musikalische Ausbildung erhielt Moerlen 1963–67 am Klavier durch seinen Vater Maurice. Von 1967 bis 1971 schloss sich ein Studium des Schlagzeugs bei Jean Batigne an. Nach dem Studium spielte er zunächst bei verschiedenen Bands, bis er sich 1973 der Band Gong um Steve Hillage und Daevid Allen anschloss, die zu den Protagonisten des Space Rock gezählt wird. Gong sollte mehrere Umbesetzungen erfahren und sich 1976 aufspalten, wobei der von Moerlen geführte Zweig der Gruppe künftig als Pierre Moerlen’s Gong perkussiven Jazzrock darbot, der neben Pierres Schlagzeug insbesondere auch durch das Vibraphon seines Bruders Benoît geprägt war.
1975 war er Gastmusiker bei Les Percussions de Strasbourg und war auf Tour durch England, Griechenland und Frankreich. 1978 hatte er gemeinsam mit Benoît Aufnahmen mit Mike Oldfield, anschließend erfolgten Tourneen mit Pierre Moerlen’s Gong und Mike Oldfield, der neben Steve Winwood ebenfalls auf dem Gong-Album Downwind mitwirkte. 1981 war eine Südamerikatournee mit Les Percussions de Strasbourg, anschließend eine Welttournee mit Mike Oldfield, und im Oktober und November bei der Französischen Band Magma. 1983–86 erfolgten Auftritte und Veröffentlichungen mit der schwedischen Band Tribute. 
1986 erfolgte eine kurzzeitige Neuformation von Pierre Moerlen's Gong mit Hansford Rowe am E-Bass, Benoît Moerlen am Vibraphon und Percussion und zahlreichen wechselnden Gästen. 1989 bis 1990 spielte er bei Alsace-Percussion, ab 1991 als Schlagzeuger bei mehreren Musical-Shows (Evita, Jesus Christ Superstar, Les Misérables, West Side Story) auf Tourneen in Europa und Amerika.
1997 bis 1998 war er Mitglied der Band Brand X mit Percy Jones auf deren Japan- und Europa-Tourneen. 1998 gab es Auftritte mit Gong in Europa und Amerika.
Moerlen spielte darüber hinaus mit Charlie Mariano, Didier Lockwood, Slapp Happy, Henry Cow und anderen.
Pierre Moerlen verstarb unerwartet am 3. Mai 2005.